# جاش استوارت
جاش استوارت (انگلیسی: Josh Stewart؛ زادهٔ ۶ فوریهٔ ۱۹۷۷) هنرپیشه اهل ایالات متحده آمریکا است.
از فیلم‌هایی که وی در آن نقش داشته است، می‌توان به شوالیه تاریکی برمی‌خیزد، کولکتور، کولکشن، مرگ و زندگی بابی زد، شهروند مطیع قانون، ماشین جنگ و دیدبان سوم اشاره کرد.